# Rik Van Linden
Rik Van Linden (Wilrijk, 28 de juliol de 1949) és un ciclista belga, ja retirat, que fou professional entre 1971 i 1982. Els seus majors èxits esportius els aconseguí a les grans voltes, en guanyar nou etapes al Giro d'Itàlia, quatre al Tour de França i dues a la Volta a Espanya. També guanyà dues edicions de la París-Tours.

## Palmarès
- 1971
  - 1r a la París-Tours
  - Vencedor d'una etapa a la Volta a Bèlgica amateur
- 1972
  - Vencedor d'una etapa al Tour de França
  - Vencedor d'una etapa a la Tirrena-Adriàtica
- 1973
  - 1r a la París-Tours
  - Vencedor de 2 etapes al Giro d'Itàlia
  - Vencedor de 3 etapes a la París-Niça
  - Vencedor de 3 etapes al Giro de Sardenya
  - Vencedor de 4 etapes a la Volta a Andalusia
- 1974
  - 1r al Giro de Sardenya
  - Vencedor de 2 etapes a la Volta a Espanya
  - Vencedor d'una etapa a la París-Niça
- 1975
  - 1r a la Milà-Vignola
  - Vencedor de 3 etapes al Tour de França i  1r de la classificació per punts
  - Vencedor d'una etapa al Giro d'Itàlia
  - Vencedor d'una etapa a la Setmana Catalana
- 1976
  - 1r a la Milà-Vignola
  - 1r al Giro de Campania
  - Vencedor de 2 etapes al Giro d'Itàlia
  - Vencedor d'una etapa a la Tirrena-Adriàtica
- 1977
  - 1r a la Milà-Torí
  - Vencedor d'una etapa al Giro d'Itàlia
  - Vencedor d'una etapa a la Tirrena-Adriàtica
  - Vencedor d'una etapa al Giro de Sardenya
  - 1r als Sis dies de Milà (amb Felice Gimondi)
- 1978
  - 1r a la Milà-Vignola
  - Vencedor de 3 etapes al Giro d'Itàlia
  - Vencedor d'una etapa a la Tirrena-Adriàtica
- 1980
  - Vencedor d'una etapa a la París-Niça

### Resultats al Tour de França
- 1972. 80è de la classificació general. Vencedor d'una etapa
- 1975. 79è de la classificació general. Vencedor de 3 etapes.  1r de la classificació per punts
- 1977. Abandona (17a etapa)
- 1979. Abandona (1a etapa)
- 1982. Abandona (1a etapa)

### Resultats al Giro d'Itàlia
- 1973. 107è de la classificació general. Vencedor de 2 etapes
- 1975. 69è de la classificació general. Vencedor d'una etapa
- 1976. Abandona (18a etapa). Vencedor de 2 etapes
- 1977. Abandona (9a etapa). Vencedor d'una etapa
- 1978. Abandona (11a etapa). Vencedor de 3 etapes
- 1979. Abandona (16a etapa)

### Resultats a la Volta a Espanya
- 1972. Abandona (4a etapa)
- 1974. Abandona. Vencedor de 2 etapes